# フェリックス・キャヴァリエ

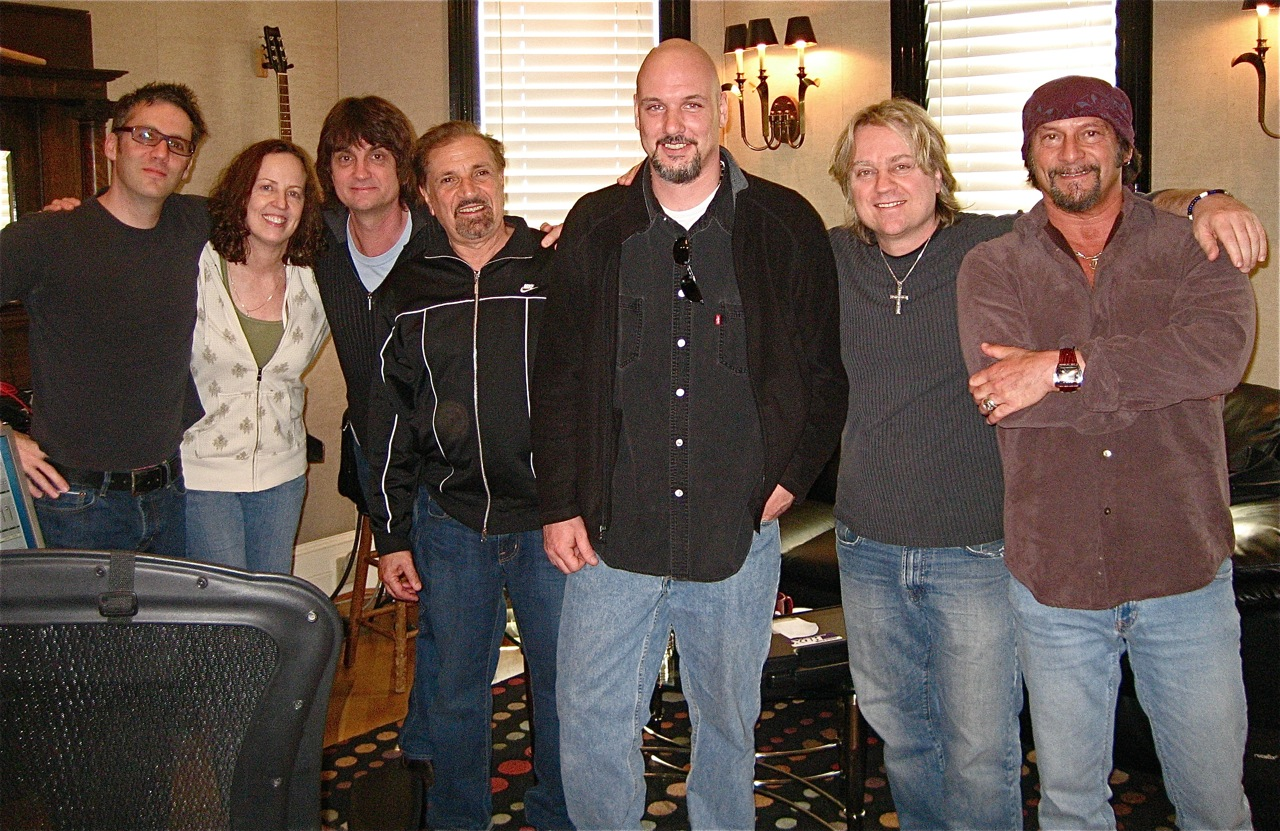
左から4人目（2009年）

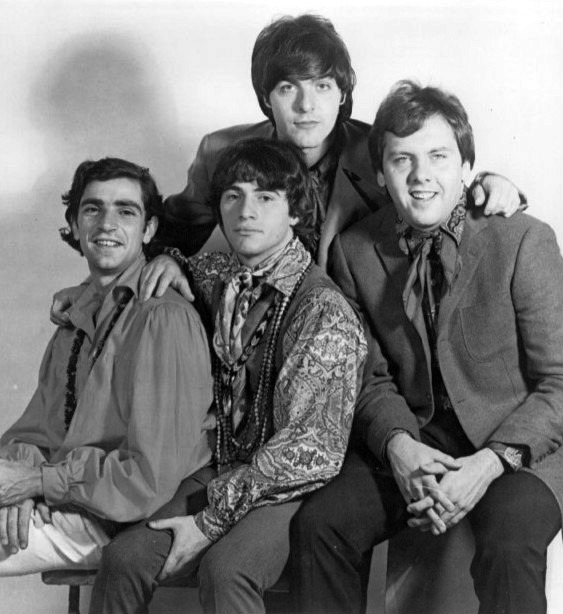
ラスカルズ（1969年）

フェリックス・キャヴァリエ（Felix Cavaliere　1944年11月29日 - ）は、アメリカ合衆国のシンガーソングライター、音楽プロデューサー、ミュージシャンである。
ヒット曲「ペパーミント・ツイスト」で知られる「ジョイ・ディーとスターライターズ」のメンバーであったが、ヤング・ラスカルズでの1960年代の活動が最も有名である。ラスカルズの他のメンバーはエディ・ブリガッティ、ディノ・ダネリとジーン・コーニッシュ。キャヴァリエは有名な6枚のシングルなどで歌っている。

## 略歴
10代で「ステレオズ」に参加し、大学時代に「エスコーツ」を結成。後にローラ・ニーロやジミー・スフィーリスなどのアルバムをプロデュースした。
1980年のシングル「ロンリー・ハート」はビルボードホット100チャート36位、アダルトコンテンポラリーチャート2位。
元ラスカルズのディノ・ダネリと、スティーヴ・ヴァン・ザントの「リトル・スティーヴン&ザ・ディサイプルズ・オブ・ソウル」に加わり、アルバム『N.Y.スーパー・バンド (Men Without Women)』（1982年）に参加した。しかし、キャヴァリエは（なぜか）この事実を全否定しており、リトル・スティーヴンのバンドのメンバーであったことは一度もないと主張している。
アルバム『ドリームス・イン・モーション』を1994年にドン・ウォズのプロデュースで録音。翌年、第3期のリンゴ・スター&ヒズ・オールスター・バンドに参加し全米をツアーした。キャロル・キングの「ヘイ・ガール」をビリー・ジョエルが1997年にカバーしたシングルの公式ビデオでキーボードを弾いている姿が見られる（同曲はジョエルの『ビリー・ザ・ベスト 3』に収録）が、録音には参加していない。
2006年10月15日に、ヴァニラ・ファッジを「ロングアイランド音楽の殿堂」に殿堂入りさせた。2008年、スティーヴ・クロッパーとアルバム『ナッジ・イット・アップ・ア・ノッチ』を録音、2008年7月29日に発表。
「フェリックス・キャヴァリエのラスカルズ」としてツアーを続け、2009年6月18日にエディ・ブリガッティとともに「ソングライターの殿堂」入り。2010年4月24日にラスカルズの4人全員が再結成し、ニューヨークのトライベッカ・グリルで開催されたクリスティン・アン・カー基金のために演奏した。ラスカルズは2012年12月にポートチェスター（ニューヨーク州）のキャピタル・シアターで6つのショーに登場し、ブロードウェイのリチャード・ロジャース劇場で2013年4月15日から5月5日まで15日間演奏を行った。
近々では「ワンス・アポン・ア・ドリーム」ツアーで北米（トロント、ロサンゼルス、フェニックス、シカゴ、デトロイト、ロチェスター、ニューヨーク市）を回った。このツアーは、往年のラスカルズ・ファンであるスティーヴン・ヴァン・ザントと妻モーリーンが企画した。
キャヴァリエ夫妻はナッシュビル（テネシー州）在住。

## ディスコグラフィ

### アルバム
- 『フェリックス・キャヴァリエ』 - Felix Cavaliere (1974年、Bearsville) ※トッド・ラングレン・プロデュース
- 『デスティニー』 - Destiny (1975年、Bearsville)
- 『トレジャー』 - Treasure (1977年、Epic) ※トレジャー名義
- 『キャッスル・イン・ジ・エアー』 - Castles in the Air (1979年、Epic)
- 『ドリームス・イン・モーション』 - Dreams in Motion (1994年、MCA)
- 『ナッジ・イット・アップ・ア・ノッチ』 - Nudge it up a Notch (2008年、Stax) ※with スティーヴ・クロッパー
- 『ミッドナイト・フライヤー』 - Midnight Flyer (2010年、Stax) ※ミックスとエンジニアはデヴィッド・Z

### シングル
- 「ロンリー・ハート」 - "Only a Lonely Heart Sees" (1980年)
- "Good to Have Love Back" (1980年)

## 参照
1. ↑  Felix Cavaliere's 2009 Interview on The Strange Dave Show Part 2.
2. ↑  Ruhlmann, William. “Felix Cavaliere”.   allmusic.com. 2010年2月15日閲覧。
3. ↑  Whitburn, Joel (2002). Top Adult Contemporary: 1961-2001. Record Research. p. 50
4. ↑  Deming, Mark. “Steve Van Zandt, Men Without Women album”.   allmusic.com. 2010年2月15日閲覧。
5. ↑  Felix Cavaliere's 2009 Interview on The Strange Dave Show Part 1.
6. ↑  “Felix Cavaliere, Albums”.   allmusic.com. 2010年2月15日閲覧。